# Dávid Ďuriš
Dávid Ďuriš (* 22. března 1999) je slovenský profesionální fotbalista, který hraje na pozici útočníka za klub MŠK Žilina a slovenský národní tým.

## Klubová kariéra

### Žilina
Ďuriš debutoval ve Fortuna Lize za Žilinu 20. července 2019 proti Zemplínu Michalovce.

#### Hostování v Ascoli
Dne 31. ledna 2024 přestoupil Ďuriš do klubu Ascoli v Serii B na hostování s opcí na nákup. Ďuriš za klub odehrál jedenáct zápasů, z toho pět v základní sestavě. I přes Ďurišovy dva góly Ascoli na konci sezony sestoupilo do Serie C - Ďuriš skóroval ve svém třetím ligovém zápase proti Sampdorii a ve čtvrtém utkání proti Leccu.

## Reprezentační kariéra
Ďuriš byl poprvé povolán do nominace slovenské seniorské reprezentace v premiérové nominaci Francesca Calzony v září 2022 pro zápasy Ligy národů UEFA 2022/23, přičemž nominaci zopakoval i před listopadovými přátelskými zápasy. Za národní tým debutoval 22. září 2022 proti Ázerbájdžánu, když v 83. minutě vystřídal Matúše Bera. V tě době Slováci prohrávali 1:0 a nakonec prohráli 2:1 po dalších dvou gólech Erika Jirky a Hojjata Haghverdiho.

## Úspěchy
Individuální
- Hráč měsíce 1. slovenské fotbalové ligy: září 2022
- Gól měsíce 1. slovenské fotbalové ligy: září 2022
- Tým sezóny do 21 let 1. slovenské fotbalové ligy: 2020/21